# Hattie Morahan
Harriet Jane 'Hattie' Morahan (Londen, 7 oktober 1978) is een Britse actrice.

## Biografie
Morahan werd geboren in de wijk Lambeth van Londen als dochter van filmregisseur Christopher Morahan en actrice Anna Carteret. Zij doorliep de middelbare school aan de Frensham Heights School in Farnham, hierna studeerde zij af aan de Murray Edwards College, onderdeel van Universiteit van Cambridge in Cambridge waar zij in 2000 haar bachelor of arts haalde in Engels. Tijdens haar studietijd begon zij met acteren op het schooltoneel. In 1999 speelde zij in het toneelstuk A View from the Bridge, wat haar de prijs National Student Drama Festival opleverde. Moharan werd in 2001 lid van het theatergezelschap Royal Shakespeare Company. 
Moharan begon in 1996 met acteren voor televisie in de film The Peacock Spring, waarna zij nog meerdere rollen speelde in films en televisieseries. 
Moharan is verloofd met filmregisseur Blake Ritson die zij heeft leren kennen in Cambridge

## Filmografie

### Films
Uitgezonderd korte films.
- 2023 Luther: The Fallen Sun - als Corinne Aldrich
- 2021 Operation Mincemeat - als Iris Montagu
- 2020 Enola Holmes - als Lady Tewkesbury
- 2019 Official Secrets - als Yvonne Ridley
- 2017 Beauty and the Beast - als Agathe
- 2016 Alice Through the Looking Glass - als Queen Elsemere
- 2015 Mr. Holmes - als Ann Kelmot
- 2013 Summer in February - als Laura Knight
- 2013 Having You - als Lucy
- 2008 Bike Squad - als Julie Cardigan
- 2008 The Bank Job - als Gale Benson
- 2007 The Golden Compass - als zuster Clara
- 1996 The Peacock Spring - als Una Gwithian

### Televisieseries
Uitgezonderd eenmalige gastrollen.
- 2022 The Undeclared War - als Elizabeth Kahn - 5 afl.
- 2019 The Sleepers - als Susanne Clayton - 6 afl.
- 2016 My Mother and Other Strangers - als Rose Coyne - 5 afl.
- 2015 The Outcast - als Elizabeth Aldridge - 2 afl.
- 2015 Ballot Monkeys - als Siobhan Hope - 5 afl.
- 2015 Arthur & George - als Jean Leckie - 3 afl.
- 2014 The Bletchley Circle - als Alice - 4 afl.
- 2007-2012 Outnumbered - als Jane - 5 afl.
- 2012 Eternal Law - als Hannah English - 6 afl.
- 2010 Money - als Martina Twain - 2 afl.
- 2008 Trial and Retribution - als Sally Lawson - 2 afl.
- 2008 Sense and Sensibility - als Elinor Dashwood - 3 afl.
- 2005 Bodies - als Beth Lucas Hall - 7 afl.

- Biblioteca Nacional de España: XX4841690
- Bibliothèque nationale de France: cb16255781b (data)
- Gemeinsame Normdatei: 1282765752
- International Standard Name Identifier: 0000 0001 1579 1229
- Library of Congress Control Number: no2009140994
- Nationale Bibliotheek van Tsjechië: xx0210198
- Système universitaire de documentation: 143508814
- Virtual International Authority File: 100759706
- WorldCat: E39PBJpV9Qjd3bXgQVcJcdWCcP